# Romanos Lakapenos (Sohn des Christophoros)
Romanos Lakapenos (auch Lekapenos, mittelgriechisch Ρωμανός Λακαπηνός; * um 920; † vor April 927 wohl in Konstantinopel) war ein byzantinischer Mitkaiser.

## Leben
Romanos war der vermutlich älteste Sohn des Christophoros Lakapenos und dessen Frau Sophia. Seine Geschwister waren Michael, Maria-Irene (die spätere Ehefrau des bulgarischen Zaren Peter I.) und eine weitere, früh verstorbene Schwester. Von seinem Großvater Romanos I. Lakapenos wurde der junge Romanos noch als Kleinkind zum Mitkaiser (Symbasileus) erhoben, und zwar entweder gleichzeitig oder kurz nach seinen etwa gleichaltrigen Onkeln Stephanos und Konstantin. Diese waren am 25. Dezember 923 (oder 924) ins Kaiserkollegium aufgerückt, dem zu diesem Zeitpunkt neben ihrem Großvater und Vater auch der 921 als Hauptkaiser zurückgesetzte Konstantin VII. angehörte. Romanos starb bald darauf noch im Kindesalter, denn nach April 927 wird er in keiner kaiserlichen Urkunde oder Akklamationsliste mehr erwähnt.